# Maurice Yvon
Maurice Yvon, né le 8 août 1857 à Paris et mort le 28 janvier 1911 dans cette même ville, est un architecte français. Il est le fils du peintre Adolphe Yvon.

## Biographie

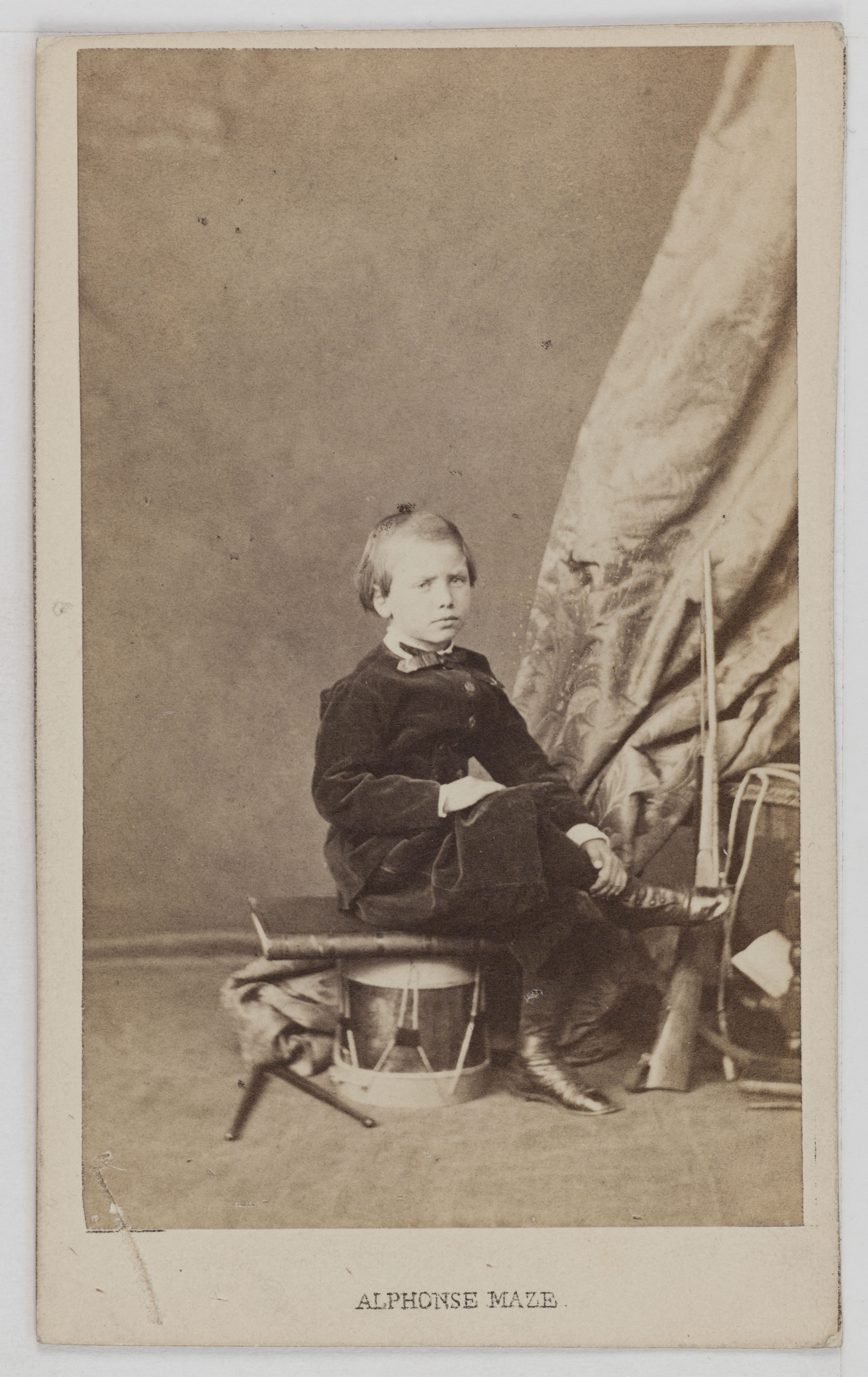
Maurice Yvon, photographié enfant dans les années 1850.

Rolland Maurice Yvon naît le 8 août 1857, vers 6 heures, dans l'ancien 11e arondissement de Paris. Il est le fils d'Adolphe Yvon et de Caroline Rambaud, mariés l'un à l'autre et alors respectivement âgés de 40 et 31 ans,,. Il est un des élèves de l’atelier André et obtient son diplôme en 1883. Il devient architecte en chef des bâtiments civils et des palais nationaux, architecte du ministère des Colonies et du département de la Seine, expert près le tribunal de la Seine. À la suite d’un concours, il obtient la construction de l’École coloniale. Comme architecte de la Ville et du département, il est chargé de l’édification de plusieurs écoles et casernes de gendarmerie d’Arcueil et de Levallois-Perret. Il est l'un des exposants à l'Exposition universelle de 1894 (à Chicago) où il organise la section tunisienne, puis étudie et dirige les installations de l’exposition coloniale à l’Exposition universelle de 1900 (à Paris). On lui doit également un certain nombre d’hôtels et de constructions particulières. Il décède le 28 janvier 1911, vers 2 heures, dans le 16e arrondissement de Paris, au 6 rue Piccini,. Ses obsèques sont célébrées le 31.

## Distinctions
- Chevalier de la Légion d'honneur (décret du 3 avril 1894)[4],[5]
- Officier de la Légion d'honneur (décret du 14 août 1900)[3],[5],[6]